# París-Niza 1990
La París-Niza 1990 fue la edición número 48 de la carrera, que estuvo compuesta de ocho etapas y un prólogo disputados del 4 al 11 de marzo de 1990. Los ciclistas completaron un recorrido de 1.110 km con salida en París y llegada a Col d'Èze, en Francia. La carrera fue vencida por el español Miguel Induráin, que fue acompañado en el podio por el irlandés Stephen Roche y el francés Luc Leblanc.

## Resultados de las etapas
| Etapa                  | Fecha       | Recorrido                         | km      | Ganador               | Líder           |
| ---------------------- | ----------- | --------------------------------- | ------- | --------------------- | --------------- |
| Prólogo                | 4 de marzo  | París (CRI)                       | 7.9 km  | Francis Moreau        | Francis Moreau  |
| 1.ª etapa              | 5 de marzo  | Orleans-Nevers                    | 184 km  | Etienne de Wilde      | Francis Moreau  |
| 2.ª etapa              | 6 de marzo  | Nevers-Lyon                       | 245 km  | Carlo Bomans          | Miguel Induráin |
| 3.ª etapa              | 7 de marzo  | Saint-Étienne-Saint-Étienne (CRE) | 44.5 km | Histor-Sigma          | Stephen Roche   |
| 4.ª etapa              | 8 de marzo  | Vergèze-Marsella                  | 179 km  | Adriano Baffi         | Stephen Roche   |
| 5.ª etapa              | 9 de marzo  | Marsella-Mont Faron               | 164 km  | Miguel Induráin       | Miguel Induráin |
| 6.ª etapa              | 10 de marzo | Toulon-Mandelieu-la-Napoule       | 178 km  | Claudio Chiappucci    | Miguel Induráin |
| 7.ª etapa, 1.er sector | 11 de marzo | Mandelieu-la-Napoule-Niza         | 102 km  | Mauro Ribeiro         | Miguel Induráin |
| 7.ª etapa, 2.º sector  | 11 de marzo | Niza-Col d'Èze (CRI)              | 12 km   | Jean-François Bernard | Miguel Induráin |

## Etapas

### Prólogo
4-03-1990. París, 7.9 km. CRI
|   | Ciclista        | Equipo       | Tiempo |
| - | --------------- | ------------ | ------ |
| 1 | Francis Moreau  | Histor-Sigma | 9' 15" |
| 2 | Miguel Induráin | Banesto      | + 3"   |
| 3 | Laurent Fignon  | Castorama    | + 10"  |

### 1.ª etapa
5-03-1990. Orleans-Nevers, 184 km.
|   | Ciclista           | Equipo       | Tiempo     |
| - | ------------------ | ------------ | ---------- |
| 1 | Etienne de Wilde   | Histor-Sigma | 5h 06' 41" |
| 2 | Adrie van der Poel | Weinmann     | m. t.      |
| 3 | Adriano Baffi      | Ariostea     | m. t.      |

### 2.ª etapa
6-03-1990. Nevers-Lyon 245 km.
|   | Ciclista            | Equipo                 | Tiempo     |
| - | ------------------- | ---------------------- | ---------- |
| 1 | Carlo Bomans        | Weinmann               | 6h 39' 31" |
| 2 | Claudio Chiappucci  | Carrera Jeans-Vagabond | + 2"       |
| 3 | Jean-Claude Colotti | R.M.O.                 | + 4"       |

### 3.ª etapa
7-03-1990. Saint-Étienne-Saint-Étienne 44.5 km. (CRE)
|   | Equipo       | Tiempo  |
| - | ------------ | ------- |
| 1 | Histor-Sigma | 56' 11" |
| 2 | Castorama    | + 35"   |
| 3 | Z-Tomasso    | + 43"   |

### 4.ª etapa
8-03-1990. Vergèze-Marsella, 179 km.
|   | Ciclista      | Equipo             | Tiempo     |
| - | ------------- | ------------------ | ---------- |
| 1 | Adriano Baffi | Ariostea           | 4h 45' 08" |
| 2 | Ad Wijnands   | Stuttgart-Mercedes | m. t.      |
| 3 | Carlo Bomans  | Weinmann           | m. t.      |

### 5.ª etapa
9-03-1990. Marsella-Mont Faron, 164 km.
|   | Ciclista        | Equipo    | Tiempo     |
| - | --------------- | --------- | ---------- |
| 1 | Miguel Induráin | Banesto   | 4h 03' 24" |
| 2 | Laurent Fignon  | Castorama | + 35"      |
| 3 | Eric Boyer      | Z-Tomasso | + 48"      |

### 6.ª etapa
10-03-1990. Toulon-Mandelieu-la-Napoule, 178 km.
|   | Ciclista           | Equipo                 | Tiempo     |
| - | ------------------ | ---------------------- | ---------- |
| 1 | Claudio Chiappucci | Carrera Jeans-Vagabond | 4h 54' 06" |
| 2 | Julio César Cadena | Café de Colombia       | m. t.      |
| 3 | Moreno Argentin    | Ariostea               | m. t.      |

### 7.ª etapa, 1.ersector
11-03-1990. Mandelieu-la-Napoule-Niça, 102 km.
|   | Ciclista      | Equipo   | Tiempo     |
| - | ------------- | -------- | ---------- |
| 1 | Mauro Ribeiro | R.M.O.   | 2h 27' 45" |
| 2 | Charly Mottet | R.M.O.   | m. t.      |
| 3 | Adriano Baffi | Ariostea | + 27"      |

### 7.ª etapa, 2.º sector
11-03-1990. Niza-Col d'Èze, 12 km. CRI
El poco tiempo entre sector y sector y los intereses televisivos hacen que tan solo se dispute este sector los 70 primeros de la clasificación general.
|   | Ciclista              | Equipo       | Tiempo  |
| - | --------------------- | ------------ | ------- |
| 1 | Jean-François Bernard | Toshiba-Look | 22' 51" |
| 2 | Luc Leblanc           | Castorama    | + 30"   |
| 3 | Stephen Roche         | Histor-Sigma | + 34"   |

## Clasificaciones finales

### Clasificación general
| Pos. | Ciclista           | Equipo                 | Tiempo      |
| ---- | ------------------ | ---------------------- | ----------- |
|      | Miguel Induráin    | Banesto                | 29h 27' 30" |
| 2    | Stephen Roche      | Histor-Sigma           | + 8"        |
| 3    | Luc Leblanc        | Castorama              | + 42"       |
| 4    | Laurent Fignon     | Castorama              | + 52"       |
| 5    | Eric Boyer         | Z-Tomasso              | + 1' 19"    |
| 6    | Pascal Simon       | Castorama              | + 1' 33"    |
| 7    | Claudio Chiappucci | Carrera Jeans-Vagabond | + 1' 41"    |
| 8    | Moreno Argentin    | Ariostea               | + 2' 14"    |
| 9    | Atle Kvålsvoll     | Z-Tomasso              | + 2' 22"    |
| 10   | Alex Pedersen      | ONCE                   | + 2' 33"    |